# S&M2
S&M2 (аббр. от Symphony and Metallica) — совместный концертный альбом американской группы Metallica и симфонического оркестра Сан-Франциско, вышедший в 2020 году. Он посвящён 20-летнему юбилею первого их совместного диска S&M, записанного в 1999 году. Выступление также было снято на видео и выпущено в кинотеатрах 9 октября 2019 года.
S&M2 — запись концертного выступления группы совместно с симфоническим оркестром Сан-Франциско в 2019 году. Группа сыграла песни со своих вышедших на тот момент альбомов, а также оркестр исполнил композиции «The Ecstasy of Gold» (Эннио Морриконе), «Скифскую сюиту» (Чужбог и пляска нечисти) Сергея Прокофьева и «Завод. Музыка машин» (Александр Мосолов).

## История
Запись альбома была посвящена 20-летнему юбилею альбома S&M и первого совместного с симфоническим оркестром Сан-Франциско выступления в апреле 1999 года. Выступление было заснято и издано в виде фильма и концертного альбома в ноябре 1999 года.
В марте 2019 года группа Metallica анонсировала концерт S&M2, совместный с оркестром San Francisco Symphony, который планировался к юбилею выхода S&M. Концерт был записан 6 и 8 сентября 2019 года в Chase Center в Сан-Франциско совместно с дирижёрами Эдвином Аутвотером и Майклом Тилсон-Томасом. Концерт также ознаменовал торжественное открытие Chase Center. Фильм был снят режиссёром Уэйном Айшемом, который также работал и над S&M.
Кинофильм вышел в кинотеатрах 9 октября 2019 года. Он собрал более 1,2 млн долларов в Северной Америке и более 5,5 млн долларов в мировом прокате, став самым успешным фильмом о рок-концерте в истории. В результате фильм был повторно показан в кинотеатрах 30 октября 2019 года.
Концертный альбом был издан 28 августа 2020 года.

## Отзывы
| Совокупная оценка    | Совокупная оценка |
| Источник             | Оценка            |
| -------------------- | ----------------- |
| Album of the Year    | 79/100            |
| Metacritic           | 78/100            |
| Оценки критиков      |                   |
| Источник             | Оценка            |
| AllMusic             | [ 17 ]            |
| Clash                | 7/10              |
| Classic Rock         | [ 19 ]            |
| Consequence of Sound | B+                |
| Kerrang!             | 5/5               |
| Mojo                 | [ 22 ]            |
| Pitchfork            | 5.2/10            |
| Slant Magazine       | [ 24 ]            |

Альбом получил положительные отзывы музыкальной критики и интернет-изданий. Он получил 78 из 100 баллов на интернет-агрегаторе Metacritic. Среди отзывов: Kerrang!, Pitchfork.

## Коммерческий успех
Альбом дебютировал на четвёртом месте в американском хит-параде Billboard 200 с тиражом 56 тыс. эквивалентных единиц, включая 53 тыс. копий продаж альбома, 3 тыс. стриминговых SEA-единиц. S&M2 стал 11-м альбомом группы Metallica, вошедшим в лучшую американскую десятку top-10. Кроме того, Metallica стала первой в истории группой (и третьим исполнителем, в целом), чьи новые альбомы попадали в top-10 все последние пять десятилетий. Metallica была в top-10 один раз в 1980-е (…And Justice for All, № 6 в 1988), пять раз в 1990-е (Metallica, № 1 в 1991; Load, № 1 в 1996; Reload, № 1 в 1997; Garage Inc., № 2 в 1998 и S&M, № 2 в 1999), два раза в 2000-е (St. Anger, № 1 в 2003 и Death Magnetic, № 1 в 2008), два раза 2010-е (Metallica: Through the Never, № 9 в 2013 и Hardwired… to Self-Destruct, № 1 в 2016) и один раз 2020-е с S&M2. Единственными двумя другими музыкантами, у которых хотя бы один новый альбом входил в top-10 каждую из декад с 1980-х по 2020-е, были певцы Джеймс Тейлор и Оззи Осборн.

## Список композиций
| №   | Название                   | Автор(ы)                                             | Длительность |
| --- | -------------------------- | ---------------------------------------------------- | ------------ |
| 1.  | «The Ecstasy of Gold»      | Эннио Морриконе                                      | 2:41         |
| 2.  | «The Call of Ktulu»        | Клифф Бёртон Дэйв Мастейн Джеймс Хэтфилд Ларс Ульрих | 9:14         |
| 3.  | «For Whom the Bell Tolls»  | Бёртон Хэтфилд Ульрих                                | 4:37         |
| 4.  | «The Day That Never Comes» | Хэтфилд Кирк Хэмметт Ульрих Роберт Трухильо          | 8:27         |
| 5.  | «The Memory Remains»       | Хэтфилд Ульрих                                       | 5:42         |
| 6.  | «Confusion»                | Хэтфилд Ульрих                                       | 6:41         |
| 7.  | «Moth into Flame»          | Хэтфилд Ульрих                                       | 6:18         |
| 8.  | «The Outlaw Torn»          | Хэтфилд Ульрих                                       | 10:03        |
| 9.  | «No Leaf Clover»           | Хэтфилд Ульрих                                       | 5:30         |
| 10. | «Halo on Fire»             | Хэтфилд Ульрих                                       | 8:17         |

| №   | Название                                                    | Автор(ы)                        | Длительность |
| --- | ----------------------------------------------------------- | ------------------------------- | ------------ |
| 1.  | «Intro to Scythian Suite»                                   |                                 | 5:17         |
| 2.  | «Скифская сюита, Соч. 20 Часть II: Чужбог и пляска нечисти» | Сергей Прокофьев                | 3:39         |
| 3.  | «Intro to the Iron Foundry»                                 |                                 | 1:03         |
| 4.  | «Завод. Музыка машин»                                       | Александр Мосолов               | 4:16         |
| 5.  | «The Unforgiven III»                                        | Хэтфилд Хэмметт Ульрих Трухильо | 8:19         |
| 6.  | «All Within My Hands»                                       | Боб Рок Хэтфилд Хэмметт Ульрих  | 6:13         |
| 7.  | «(Anesthesia) – Pulling Teeth»                              | Бёртон                          | 7:27         |
| 8.  | «Wherever I May Roam»                                       | Хэтфилд Ульрих                  | 6:32         |
| 9.  | «One»                                                       | Хэтфилд Ульрих                  | 9:23         |
| 10. | «Master of Puppets»                                         | Бёртон Хэтфилд Хэмметт Ульрих   | 8:29         |
| 11. | «Nothing Else Matters»                                      | Хэтфилд Ульрих                  | 6:39         |
| 12. | «Enter Sandman»                                             | Хэтфилд Хэмметт Ульрих          | 8:45         |

## В работе над альбомом участвовали

### Metallica
- Джеймс Алан Хэтфилд — ритм-гитара, вокал
- Кирк Ли Хэмметт — соло-гитара, бэк-вокал
- Ларс Ульрих — ударные, перкуссия
- Роберт Трухильо — бас-гитара, бэк-вокал

### Симфонический оркестр Сан-Франциско
- Edwin Outwater — дирижёр
- Майкл Тилсон-Томас — дирижёр

## Позиции в чартах
| \| Чарт (2020) \| Высшая позиция \| \| ------------------------------------------------- \| -------------- \| \| Австралия (ARIA)[26] \| 1 \| \| Австрия (Ö3 Austria)[27] \| 1 \| \| Бельгия/Фландрия (Ultratop)[28] \| 1 \| \| Бельгия/Валлония (Ultratop)[29] \| 2 \| \| Канада (Canadian Albums Chart)[30] \| 4 \| \| Чехия (ČNS IFPI)[31] \| 4 \| \| Дания (Hitlisten)[32] \| 3 \| \| Нидерланды (Album Top 100)[33] \| 1 \| \| Финляндия (Suomen virallinen lista)[34] \| 3 \| \| Германия (Offizielle Top 100)[35] \| 1 \| \| Венгрия (MAHASZ)[36] \| 2 \| \| Ирландия (Irish Albums Chart)[37] \| 2 \| \| Италия (Classifica album)[38] \| 13 \| \| Новая Зеландия (RMNZ)[39] \| 7 \| \| Норвегия (VG-lista)[40] \| 6 \| \| Польша (ZPAV)[41] \| 3 \| \| Португалия (AFP)[42] \| 1 \| \| Шотландия (Scottish Albums Chart)[43] \| 1 \| \| Швейцария (Schweizer Hitparade)[44] \| 2 \| \| Великобритания (UK Albums Chart)[45] \| 2 \| \| Великобритания (UK Rock & Metal Albums Chart)[46] \| 1 \| \| США (Billboard 200)[47] \| 4 \| \| США Classical Albums (Billboard)[48] \| 1 \| \| США Hard Rock Albums (Billboard)[49] \| 1 \| \| США Top Album Sales (Billboard)[50] \| 1 \| \| США Top Rock Albums (Billboard)[51] \| 1 \| |                |
| Чарт (2020) | Высшая позиция |
| Австралия (ARIA) | 1              |
| Австрия (Ö3 Austria) | 1              |
| Бельгия/Фландрия (Ultratop) | 1              |
| Бельгия/Валлония (Ultratop) | 2              |
| Канада (Canadian Albums Chart) | 4              |
| Чехия (ČNS IFPI) | 4              |
| Дания (Hitlisten) | 3              |
| Нидерланды (Album Top 100) | 1              |
| Финляндия (Suomen virallinen lista) | 3              |
| Германия (Offizielle Top 100) | 1              |
| Венгрия (MAHASZ) | 2              |
| Ирландия (Irish Albums Chart) | 2              |
| Италия (Classifica album) | 13             |
| Новая Зеландия (RMNZ) | 7              |
| Норвегия (VG-lista) | 6              |
| Польша (ZPAV) | 3              |
| Португалия (AFP) | 1              |
| Шотландия (Scottish Albums Chart) | 1              |
| Швейцария (Schweizer Hitparade) | 2              |
| Великобритания (UK Albums Chart) | 2              |
| Великобритания (UK Rock & Metal Albums Chart) | 1              |
| США (Billboard 200) | 4              |
| США Classical Albums (Billboard) | 1              |
| США Hard Rock Albums (Billboard) | 1              |
| США Top Album Sales (Billboard) | 1              |
| США Top Rock Albums (Billboard) | 1              |

## Замечания
1. ↑  Эдвин Аутвотер служил главным дирижёром. Майкл Тилсон-Томас дирижировал только во время исполнения Второй части «Скифской сюиты» Сергея Прокофьева[9]